# Паризька Комуна (Волгоградська область)
Паризька Комуна (рос. Парижская Коммуна) — хутір у Фроловському районі Волгоградської області Російської Федерації.
Населення становить 2 особи. Входить до складу муніципального утворення Личакське сільське поселення.

## Історія
Населений пункт розташований у межах українського історичного та культурного регіону Жовтий Клин.
Згідно із законом від 14 лютого 2005 року № 1002-ОД органом місцевого самоврядування є Личакське сільське поселення.

## Населення
| 2010 |
| ---- |
| 2    |